# Adem Jashari
Adem Jashari (n. 29 noiembrie 1955, regiunea Drenica, Kosovo la acea vreme parte din fosta Iugoslavie – d. 7 martie 1998, Prekaz, RF Iugoslavia) a fost comandantul șef al Armatei de Eliberare din Kosovo în zona de operare Drenica.
Mulți albanezi îl venerează ca luptător al libertății și independenței provinciei Kosovo. De asemena, este considerat a fi un erou național al albanezilor, însă sârbii îl consideră a fi un criminal de război.

## Biografie
Pe 2 iulie 1990, parlamentul din Kosovo a declarat că provincia este a șaptea republică federală a Iugoslaviei adoptând o constituție pentru noua Republică Kosova. Imediat după acest eveniment, Jashari s-a mutat în Albania pentru a se antrena cu primii voluntari, care aveau mai târziu să se alăture Armatei de Eliberare din Kosovo (UÇK).
Familie Jashari a luptat împotriva forțelor sârbe/iugoslave din Kosovo de la începutul anilor '1990, dar acest fapt nu a fost dezvăluit publicului nici de politicienii albanezi și nici de guvernul de la Belgrad. Prima bătălie între Jashari și prietenii lui împotriva forțelor federale a avut loc în dimineața zilei de 30 decembrie 1991. Casa lui Jashari a fost înconjurată de un număr mare de personal al securității cerându-i să se predea. A urmat o luptă cumplită în care trupele iugoslave au fost nevoite să se retragă din cauza rezistenței puternice dovedite a lui Jashari și prietenilor acestuia. Reședința lui Jashari în Prekaz a fost pe urmă atacată de forțele poliției sârbe pe 22 ianuarie 1998. Atacul a fost respins când, conform relatărilor tatălui lui Jashri, Shaban Jashari "priteni din păduri" au venit să-l ajute.

## Decesul
La primele ore ale dimineții ale zilei de 5 martie 1998, satul Prekaz a fost din nou atacat de forțele naționale ale armatei și poliției într-un "mod stabilit și pregătit". Un al doilea cerc de trupe s-a format pentru a preveni orice posibil ajutor familiei Jashari. Forțele de atac au fost constituite din transporturi blindate de personal și polițiști, cu sprijinul artileriei dintr-o fabrică de muniție aflată în apropiere. Timp de două zile, familia Jashari se afla într-un cocioabă, în timp ce focul de la armele cu lunete și mortar erau trase din afară. Oricine ar fi pășit afară s-ar fi găsit la mila lunetiștilor sârbi.
Într-una din case, poliția a tras mortare, urmat de gaze lacrimogene. Cele mai multe dintre familiile lui Jashari s-au reunit într-o singură cameră, care a avut un zid de cărămidă. Un schelet apoi a căzut prin acoperiș, ucigând un număr din membrii familiei. Scheletul a continuat să cadă pentru încă treizeci și șase de ore, înainte ca poliția să intre clădire. 
Se estimează că 58 de albanezi au fost uciși în atac, inclusiv 28 de femei și copii din partea familiei Jashari.  Numărul exact variază în funcție de sursă. Numai Besarta Jashari, nepoata lui Adem Jashari de 11 ani, a ieșit de moloz ca singurul supraviețuitor. Sătenii din localitate spun că Jashari s-a împușcat pentru a-și păstra onoarea și să evite să fie ucis de armata federală . Cu toate acestea, a fost descoperit un singur glonț partea dreaptă a maxilarului, dovedind că Jashari probabil s-a împușcat .

## Influență
Jashari a devenit un simbol al independenței pentru albanezii din Kosovo, iar mai mulți au devenit cunoscuți datorită tricourilor care ilustrau imaginea sa după declarația de independență a provinciei Kosovo la 17 februarie 2008. Tricourile sunt cunoscute deoarece era scris "Bac, U Kry!" care se traduce aproximativ în "Unchiule, s-a împlinit!"
Cu toate acestea, există o mulțime de dovezi de activitate infracțională, puțin cunoscut în lume:
„În satul Prekaz se afla un localnic cunoscut, Adem Jashari. Cu câțiva ani înainte să ucidă un polițist sârb și să fie condamnat, sârbii s-au temut să-l scoată din casă deoarece acesta ar fi tras în ei de la casa sa. Ei au încercat în ianuarie, dar au fost obligați să se retragă. Jashari a fost un nemilos. Îi ura pe sârbi, și, deși el a fost unul dintre noii recruți UÇK, el nu a avea o ideologie gherilă. Cuvintele unei surse spun: "Îi plăcea să se îmbete și meargă și să împuște sârbi". În acest sens, el a fost un adevărat, nelegiuit din Drenica îmbrăcat în haine de lână.”—Tim Judah, Kosovo, Război și răzbunare.

Aeroportul Internațional Priștina este numit în onoarea sa.